# Далмати
Далматите (на латински: Dalmatae или Delmatae) са илирийски народ, населявал източното крайбрежие на Адриатическо море (Хърватия), където след покоряването от римляните се образува римската провинция Далмация.
Далматите участват в помощната римска войскa (auxiliaries):
- Cohors I Delmatarum
- Cohors I Delmatarum milliaria equitata
- Cohors II Delmatarum
- Cohors III Delmatarum equitata c.R. pf
- Cohors IV Delmatarum
- Cohors V Delmatarum
- Cohors V Delmatarum c.R.
- Cohors VI Delmatarum equitata
- Cohors VII Delmatarum equitata